# Astolfeida

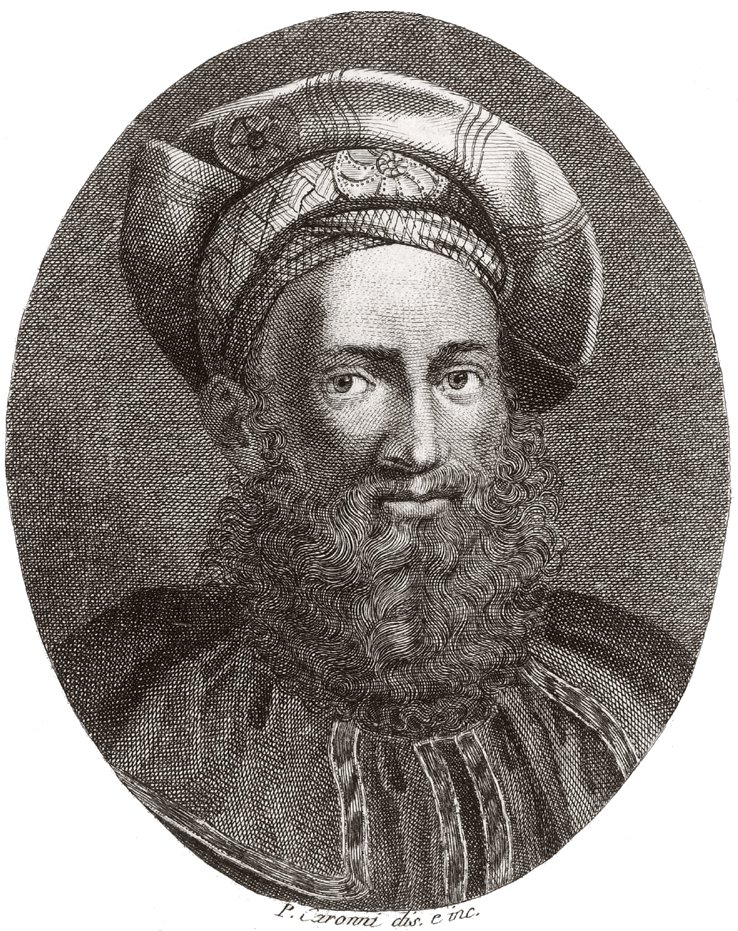
Pietro Aretino

Astolfeida – poemat heroikomiczny renesansowego włoskiego poety Pietra Aretina, opublikowany (anonimowo) w 1548. Składa się z trzech pieśni. Bohaterem poematu jest Astolfo, scharakteryzowany w poniższej strofie jako człowiek, który ucieka od kłopotów, szuka przyjemności i jest dobrym towarzyszem do żartów i figli. 

Dirò d’Astolfo, l’uomo del buon tempo,
cose non mai più in penna o in pennello.
Fuggendo i guai prese i piacer col tempo,
altretanto buon sozio quanto bello;
ricevea burle e scherzi a luogo e tempo
come una sposa riceve l’anello.
Il poema e l’istoria al mondo letta
d’Astolfo l’Astolfeida fia detta.

Poeta nie tworzy nowych postaci, ale wykorzystuje bohaterów Mattea Marii Boiarda i Ludovica Ariosta. Stosuje również tę samą formę wersyfikacyjną, oktawę (ottava rima), czyli strofę ośmiowersową, rymowaną abababcc i układaną jedenastozgłoskowcem (endecasillabo).
Zobacz też: Roland zakochany, Orland szalony